# Santiago Casilla
Santiago Casilla (San Cristóbal, 25 de julio de 1980) es un lanzador diestro dominicano retirado. Jugó en las Grandes Ligas de Béisbol como relevista de los Oakland Athletics y de los San Francisco Giants, equipo con el que ganó tres Series Mundiales.

## Carrera

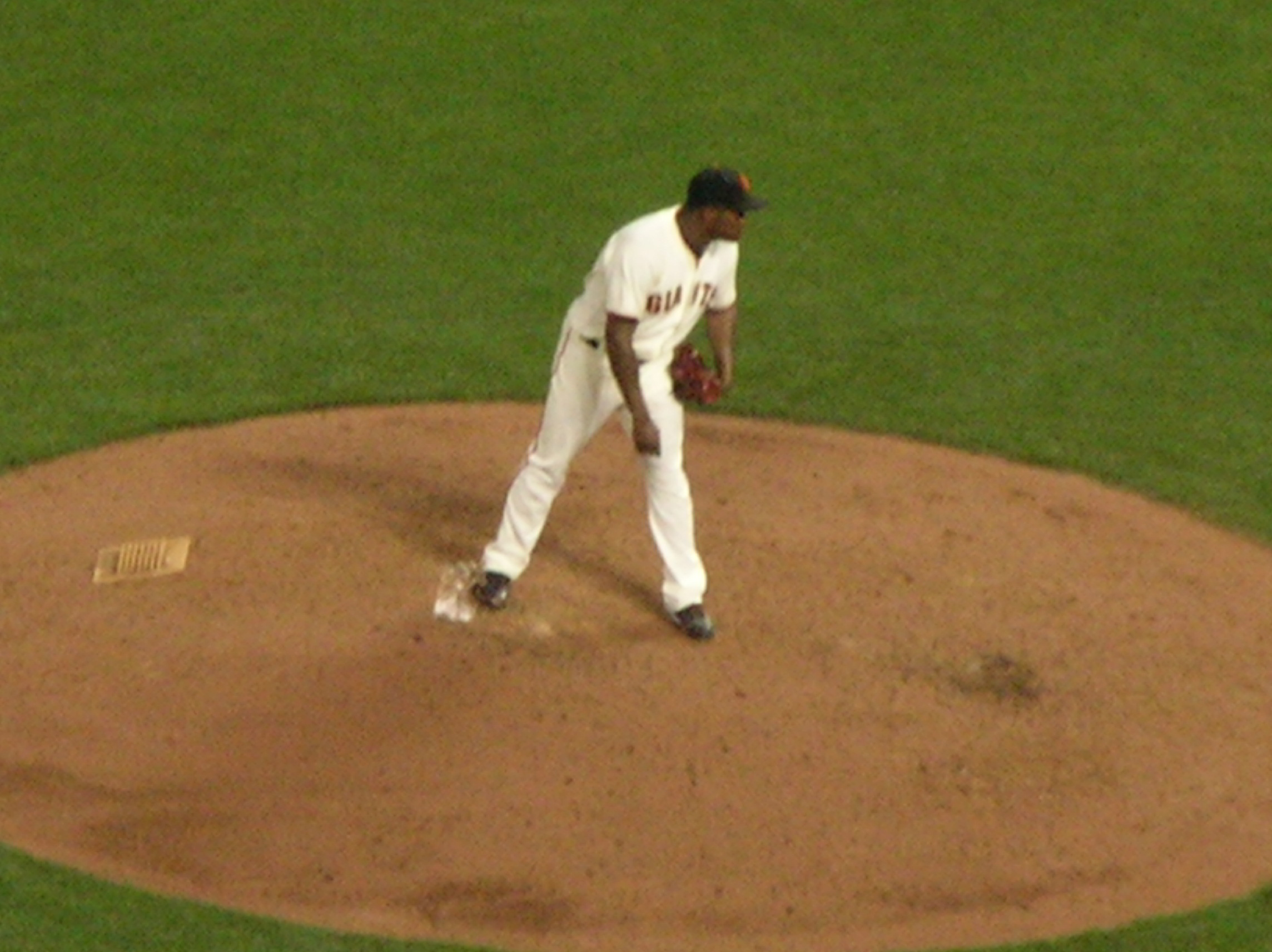
Santiago Casilla, lanzador de San Francisco Giants, en un partido contra Chicago Cubs

### Oakland Athletics
Casilla fue firmado por los Oakland Athletics el 31 de enero de 2000, como agente libre amateur.
Lanzó desde 2000 hasta 2005 bajo el nombre de Jairo García, afirmando haber nacido en 1983. En el año 2006, empero, reveló durante la pretemporada que su verdadero nombre es Santiago Casilla y que nació en 1980.  Había usado documentos falsos cuando firmó un contrato por primera vez con los Atléticos en el 2000.
Casilla lanzó partes del 2004, 2005 y 2006 como relevista de los Atléticos. En 2007, Casilla fue llamado por los Atléticos desde Clase AAA después de terminar con récord de 2-1 con una efectividad de 4.13 con 29 ponches en 24 entradas. Entró en el bullpen cuando Huston Street, Justin Duchscherer y Kiko Calero estaban en la lista de lesionados. Casilla comenzó bien, terminando con récord de 2-1 con dos salvamentos y una efectividad de 0.45 en sus primeros 16 juegos. Pero terminó la temporada con un récord de 3-1 y una efectividad de 4.44 en 46 partidos. Luego de un éxito considerable como relevista en las temporadas 2008 y 2009, se convirtió en agente libre.

### San Francisco Giants
El 20 de enero de 2010, Casilla firmó un contrato de ligas menores con los Gigantes de San Francisco, debutando con los Gigantes el 21 de mayo de 2010 contra su exequipo en Oakland, y se mantuvo con el equipo para el resto de la temporada hasta que ganaron la Serie Mundial de 2010. Regresó a los Gigantes para el año 2011 como miembro del bullpen y asumió el rol de cerrador del equipo después de que Brian Wilson fuera colocado en la lista de lesionados.
El 17 de mayo de 2015, se convirtió en el tercer lanzador de los Gigantes en la historia en registrar una entrada inmaculada, al ponchar a tres bateadores en nueve lanzamientos para obtener un salvamento en la novena entrada ante los Rojos de Cincinnati, uniéndose a Trevor Wilson y Orel Hershiser.
El 25 de abril de 2016, registró su salvamento 100, al lanzar las últimas 1 1⁄3 entradas ante los Padres de San Diego.

### Regreso a Oakland Athletics
El 20 de enero de 2017, Casilla firmó un contrato de dos años y $11 millones con los Atléticos de Oakland.

## Estilo de lanzar
Casilla trabaja con un repertorio de un lanzador de poder, sobre todo lanzando una recta de dos costuras por encima de las 95 MPH y un slider difícil de batear. También de vez en cuando mezcla una curva y un cambio de velocidad.